# Adon (Street Fighter)
Adon es un personaje ficticio de la franquicia de videojuegos Street Fighter, como uno de los jefes finales en el videojuego Street Fighter I, posteriormente aparece como personaje seleccionable en el Street Fighter Alpha 

## Historia

### Street Fighter I
Adon se convirtió en uno de los alumnos más destacados de Sagat, conocido como el dios o el emperador del Muay Thai, tres años después de que Sagat adquiriera el título. Adon creó una variante más acrobática de las técnicas que había aprendido de su maestro. En el primer torneo Street Fighter fue derrotado por Ryu y al poco tiempo después su maestro se enfrentó con Ryu, quien lo derrotó con su potente Shoryuken.

### Street Fighter Alpha y Street Fighter Alpha 2
Adon decepcionado de su maestro, este decide obtener el título del dios/Emperador del Muay Thai, el cual ganó aprovechando que su maestro aún estaba resentido por la derrota ante Ryu pero resultó tan dañado en la pelea que estuvo hospitalizado varios meses.Cuando se recuperó, Adon se convirtió en todo un campeón de Muay Thai. Antes de uno de sus combates, fue informado de que un luchador misterioso Akuma (Gouki en Japón) había matado a su oponente con el mismo poder oscuro que Ryu que usó para vencer a Sagat en el primer Street Fighter.
Adon no estaba enojado con Ryu por derrotar a Sagat, al contrario, estaba enojado con Sagat por dejar el honor de Muay Thai por el suelo (olvidando convenientemente cómo Ryu lo había derrotado en el primer torneo). Sagat desafía a Adon por el título del dios del Muay Thai y le gana. Sin embargo, Sagat quedó tan gravemente herido que tuvo que ser hospitalizado por varios meses hasta recuperarse por las lesiones que tuvo durante la pelea contra Adon.

### Street Fighter Alpha 3
Viajando por el mundo, se encuentra con Ken y se da cuenta de que Ken ha entrenado y se hizo muy fuerte, y él lucha para el reconocimiento de este luchador misterioso que lleva los movimientos similares a Ken y Ryu (Akuma). Ken, a su vez reconoce a Adon como un contrincante menos fuerte que su maestro Sagat, una identificación que enfurece a Adon. Los dos luchan, y Adon sale victorioso. Más tarde, Rose intenta convencerlo de no continuar en su trayectoria actual, ya que a este lo puede conducir a la destrucción y a la ruina. Adon no puede ser influido, y sigue su camino. Finalmente se encuentra con M. Bison, que elogia su capacidad y admite que le ha subestimado. Adon rechaza los adulaciones del líder de la Shadaloo y M. Bison le dice que él no lo necesita, que él está buscando algo más. M. Bison de alguna manera sabe lo que está buscando Adón desea conocer el dominio de las Goku Satsu Shun con el fin de perfeccionar el estilo Muay Thai. Adon está aturdido, y M. Bison va a decirle que su objetivo es una tontería, que el Shun Goku Satsu no es nada en comparación con sus Psicopoderes, que ahora va a demostrar. Los dos luchan, y aunque Adon es técnicamente más fuerte, M. Bison no puede ser derrotado y finalmente lo lleva hacia abajo. Como Bison está a punto de asestar el golpe final, riendo que no le teme a la muerte, Akuma aparece de la nada y que realiza el Shun Goku Satsu de él, causándole la muerte, por el momento. Akuma luego se va, dejando a Adon con la certificación de que Akuma es el rival y oponente que está buscando. Más decidido que nunca, Adón decide buscar a Akuma nuevo y reclamar el poder del "demonio salvaje" como el suyo.

### Super Street Fighter IV
Años más tarde Adon regresa en el Super Street Fighter IV. Adon sentía mucha rivalidad con Sagat, por lo que este decidió asistir en el torneo de S.I.N. En él se reencuentra con Sagat, retándole a una pelea la cual a Sagat no le queda más que aceptar. Sagat viene de ver una pelea de Adon, pero Adon, burlándose de Sagat, lo reta a una pelea y Adon es derrotado por un Tiger Uppercut.